# Histoire des Juifs à Łęczyca
Les Juifs constituent une partie importante de la population de Łęczyca depuis le début du XVe siècle. Accusés de meurtre rituel en 1639, massacrés lors des guerres contre la Suède en 1656, les Juifs sont retournés à Łęczyca au XVIIIe siècle et ont prospéré en tant que commerçants et petits artisans.
Au début de la Seconde Guerre mondiale, la communauté juive compte près de 4 000 membres. Enfermés à l'intérieur d'un ghetto, les Juifs vont mourir par centaines de faim et de maladie. En avril 1942, les 1 700 survivants sont envoyés au camp d'extermination de Chełmno où ils sont immédiatement gazés.
Łęczyca est une ville du centre de la Pologne dans la voïvodie de Łódź. La ville située à 40 km au nord-nord-ouest de Łódź compte actuellement environ 14 000 habitants.

## Histoire des Juifs à Łęczyca

### XVeetXVIesiècles, la première implantation juive
Les Juifs commencent à s'installer à Łęczyca dès le XVe siècle. Des Juifs sont mentionnés comme résidents de Łęczyca dans le privilège général de Casimir IV en 1453. En 1479, les Juifs payent au trésor royal 15 florins de taxe. Au début du XVIe siècle les marchands juifs de Łęczyca font du commerce de grains, les transportant de la Volhynie jusqu'au port de Dantzig. Jusqu'au milieu du XVIIe siècle, ils dominent le commerce des étoffes, des épices et de la bijouterie lors des foires de Łęczyca.
D'après les registres de lustration de 1564, 160 Juifs vivent dans la ville représentant 13,1 % de la population totale. Le registre de 1569 mentionne 19 maisons juives et en 1576 le livre des impôts indique que sur les 115 Juifs vivant en ville, seuls 50 payent des impôts.

### XVIIesiècle, le temps des accusations et des massacres
En 1639, deux juifs sont accusés du meurtre d'un enfant chrétien. Le corps mutilé d'un jeune garçon est découvert. Les soupçons pèsent sur un vagabond qui déclare sous la torture qu'il a volé le garçon à la demande des Juifs. Sur la base de ces aveux, 20 Juifs sont arrêtés et torturés. L'affaire est confiée au tribunal de Lublin, où le vagabond après de nouvelles tortures, indique qu'il a vendu l'enfant au chamach (bedeau de la synagogue) Meir et à Lazarus du village de Sobota. Bien qu'ils aient continué à clamer leur innocence même sous la torture, ils sont condamnés à mort. Après leur exécution devant la synagogue de Lublin, leur corps est écartelé et leurs membres déchiquetés empalés sur des pieux à des croisées de routes. Dans le registre de la communauté de Lublin, ces martyrs sont dénommés Meir ben Menahem ha-Kohen et Ezra ben Avigdor.
Le corps de l'enfant a été placé dans un cercueil en verre dans l'église Saint-Bernard de Łęczyca, tandis qu'un tableau à l'huile représentant le meurtre rituel est exposé devant l'église. Le tableau reste jusqu'en 1793 et est retiré quand la ville passe sous contrôle prussien. Le tableau est replacé en 1814 et ne sera confisqué par le gouvernement qu'en 1825 ainsi que tous les documents historiques concernant l'affaire.
Quand en 1652, le quartier juif est détruit par un incendie, le roi Jean II Casimir Vasa, autorise les Juifs à rebâtir leurs maisons ainsi qu'une synagogue.
Pendant les guerres avec la Suède, les Juifs des environs se réfugient dans le quartier juif de Łęczyca. Le 4 octobre 1656, l'armée polonaise arrive aux portes de la ville et s'installe dans le château. La quasi-totalité de la communauté juive de Łęczyca est assassinée par l'armée polonaise sous le commandement de Stefan Czarniecki, pour avoir soi-disant soutenu les Suédois.
Selon les listes officielles de 1661, 1 700 Juifs ont été assassinés,. Les rapports établis par les Juifs font état de 3 000 morts et de 600 le nombre de rouleaux de Torah brulés. La synagogue en bois a été incendiée. Selon les archives municipales, les Juifs ont répertorié leurs morts en inscrivant leurs noms sur une tablette. Malheureusement celle-ci a été perdue en 1830.
Le 20 juin 1657, Jean II Casimir pardonne les Juifs de Łęczyca pour leur crime, mais très peu décident de bénéficier de cette permission pour retourner en ville. D'après le registre de 1665, on ne compte que cinq maisons juives à Łęczyca. Plus tard, après confirmation de leurs anciens droits par le roi Jean III Sobieski le 20 février 1676 et l'autorisation de reconstruire une synagogue, sous réserve que celle-ci ne soit pas plus haute et plus belle que l'ancienne, plusieurs familles décident de revenir s'installer en ville.

### DuXVIIIesiècleà laSeconde Guerre mondiale, le développement économique et social
Après la fin des guerres contre la Suède, de nombreux Juifs retournent à Łęczyca, et en 1724, le roi Auguste II leur accorde le privilège de la propination (droit exclusif de produire et de vendre) des boissons alcoolisées, de tenir des auberges et de l'abattage du bétail, ce qui leur permet de dominer presque complètement le commerce de la ville. Au milieu du XVIIIe siècle, la communauté juive renaissante de Łęczyca est la plus grande communauté juive du centre de la Pologne. Le centre de la vie juive à Łęczyca se situe dans le quartier juif, situé dans les rues suivantes : Kaliska, Żydowska, Poznańska, Szpitalna (actuellement Koszerna). On y trouve entre autres deux synagogues, plusieurs heders (écoles élémentaires juives), un mikvé (bain rituel), un cimetière et la maison de rabbin. Près de la place principale de Łęczyca, se dresse également le centre le plus important du commerce et de l'artisanat juifs de la ville.
Selon le recensement de 1765, il y a 1 040 redevables de l'impôt par tête dans la juridiction de la communauté juive de Łęczyca, dont 607 dans 38 villages alentour. De 999 membres en 1808, correspondant à 49 % de la population totale de la ville, la population juive passe en 1827 à 1 797 soit 45 % de la population et en 1857 à 2 286 soit 44 % de la population. En 1897 la communauté atteint 3 444 membres soit 41 % de la population totale et en 1921 4 051 membres soit 40 % des habitants de la ville, malgré une forte émigration vers Łódź au début du XXe siècle. 

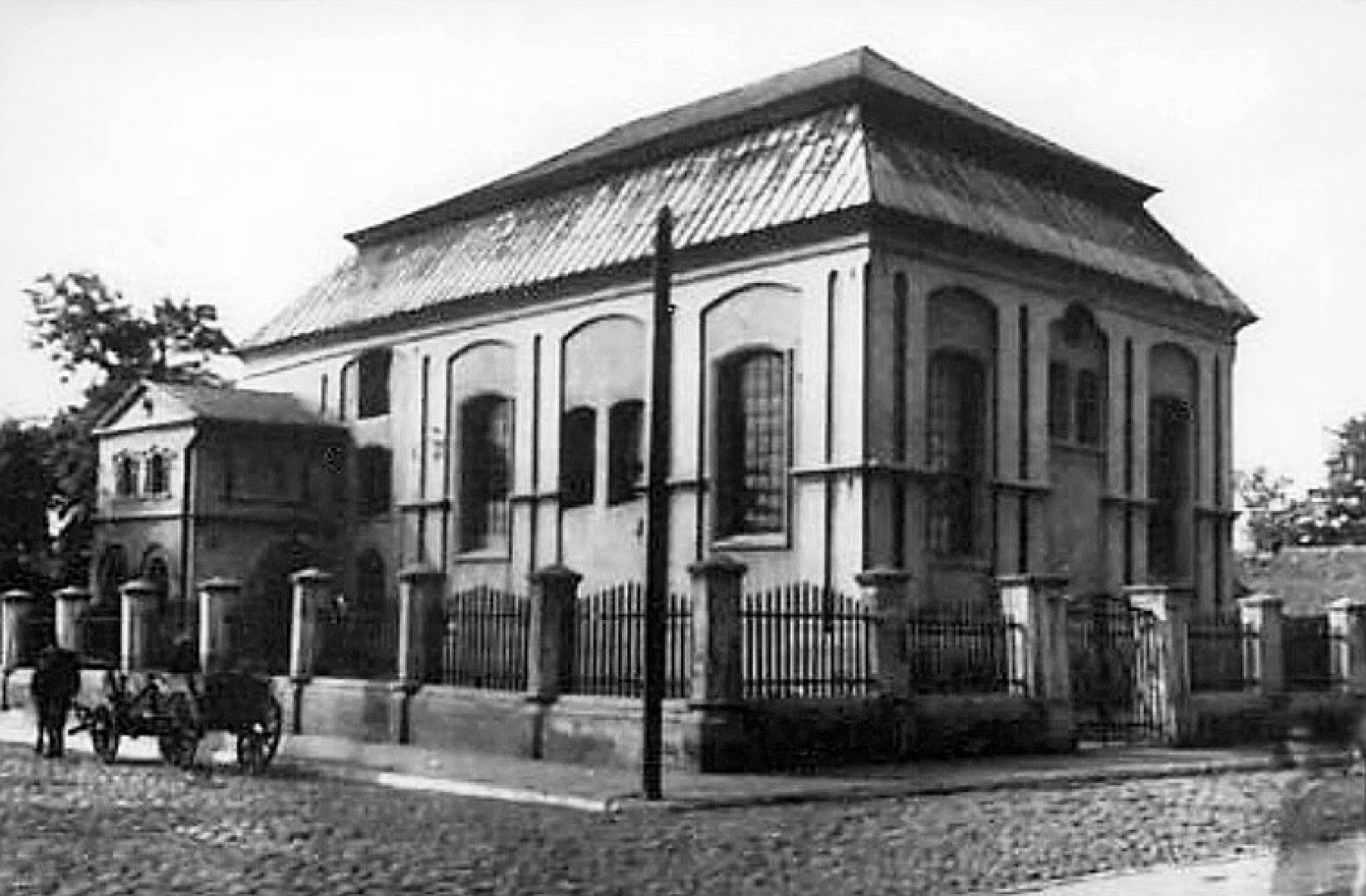
La synagogue construite en 1787

En 1787, une synagogue en brique est construite.
Au début du XIXe siècle, l'industrie commence à se développer à Łęczyca, ce qui entraine une forte migration juive vers la ville. Cependant, la ville a du mal à résister face à la concurrence impitoyable des usines de Łódź et d'Ozorków, ce qui conduit à la fermeture de nombreuses usines à Łęczyca entrainant des départs vers Lodz. La plupart des membres de la communauté juive de Łęczyca vit du petit commerce et des ventes sur les marchés des villages voisins.
À cette époque, le poste de rabbin est occupé par le célèbre et respecté Izaak Chaim Auerbach (1755-1840), rabbin de Łęczyca dans les années 1818-1840. Après sa mort, son fils Izzak Itzik Auerbach devient rabbin de Łęczyca. Il sera remplacé par Meïr Leibush ben Jehiel Michel Weise, connu sous son acronyme Malbim (1809–1879), commentateur renommé de la Torah, qui occupera le poste à partir de 1866. Les rabbins habitent dans un appartement situé dans le bâtiment de la petite synagogue, à l'intersection des rues Kaliska et Szpitalna.
À la fin du XIXe siècle, 3 639 Juifs représentant 45% de la population totale, vivent dans 128 maisons à Łęczyca. Ils sont principalement des commerçants, et seuls deux magasins appartiennent à des chrétiens.  
Pendant l'entre-deux-guerres, à Łęczyca, comme dans d'autres villes de Pologne, les Juifs sont de plus en plus politisés. Des partis politiques typiquement juifs se développent comme le Bund, l'Agudas Jisroel et des partis sionistes.
La position économique de la communauté juive de Łęczyca se détériore pendant les années de la deuxième République polonaise. Au boycott des produits vendus par les Juifs s'ajoute l'appauvrissement général des zones rurales de la région de Łęczyca. La plupart des Juifs à cette époque travaillent principalement dans le commerce et l'artisanat. Les entrepreneurs juifs font appel à des fonds de secours et de prêt et les associations de commerçants sont sollicités pour venir en aide à leurs membres.

### LaSeconde Guerre mondialeet l'anéantissement de la communauté
En 1939, près de 4 300 Juifs habitent à Łęczyca, correspondant à plus d'un tiers de la population de la ville. Lors de la Seconde Guerre mondiale, la ville est occupée par les Allemands le 7 septembre 1939. 
Immédiatement les occupants emprisonnent un groupe de Juifs dans la synagogue et un groupe de Polonais catholiques dans l'église. Ces prisonniers sont employés à des travaux de fortification.
Les Allemands se retirent temporairement quand l'armée polonaise réussit à reprendre la ville pendant quelques jours. De retour dans la ville, les Allemands, la veille de Yom Kippour, prennent en otages 50 Juifs dont le rabbin et les dirigeants de la communauté, ainsi que 100 Polonais, afin de garantir la sécurité des soldats allemands en garnison dans la ville. Quelques jours plus tard, la majorité des otages est libérée à l'exception du rabbin et de plusieurs responsables de la communauté juive. 

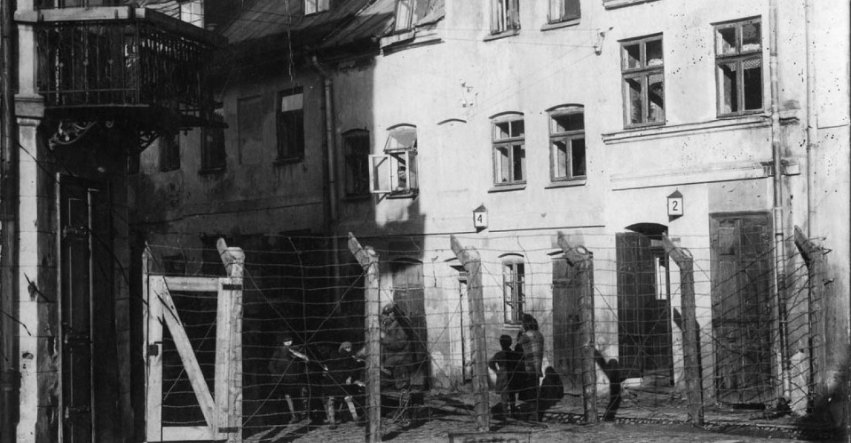
Une des rues du ghetto entourée de barbelés

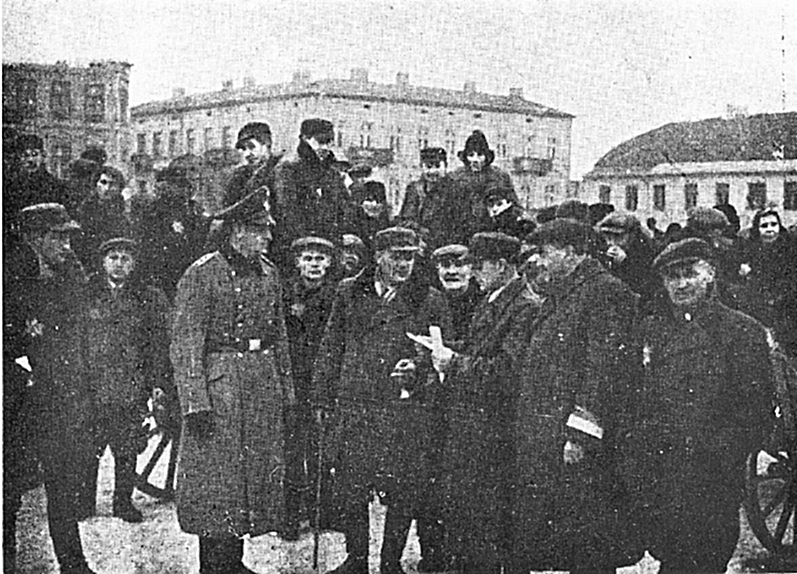
Contrôle d'identité dans le ghetto, effectué par la police allemande et la police juive du ghetto

Fin 1939, est créé un Judenrat dont la tâche est de diriger et de contrôler la communauté juive selon les contraintes fixées par les Allemands. Dirigé par Herc Muchnik, sa première tâche est de collecter de l'argent pour racheter les otages. Presque immédiatement après sa création, le Judenrat reçoit l'ordre de collecter une amende de 1 million de złotys pour avoir prétendument blessé un officier allemand. Les familles juives sont expulsées de nombreuses rues et bâtiments autour de la place du marché, et regroupées dans un quartier séparé surpeuplé. En 1940, les Juifs sont forcés sous la menace de détruire leur propre cimetière et de mettre le feu à la synagogue. Le Judenrat est obligé de signer une déclaration que l'incendie a été volontairement commis par les Juifs, et qu'ils doivent en conséquence payer une lourde amende. La population juive reçoit l'ordre de porter l'étoile de David sur ses vêtements. Ceux qui renoncent à la foi juive doivent porter une étoile beaucoup plus grande. Entre décembre 1940 et février 1941, le ghetto de Łęczyca, situé dans la partie nord de la ville, est entouré de barbelés.
Les Allemands imposent également un couvre-feu pour les Juifs. 3 400 Juifs sont rassemblés à l'intérieur du quartier fermé. En janvier 1941, tous les Juifs sont rassemblés sur la place du marché avec en leur possession leurs ustensiles de cuisine et leur literie. Quelque 600 personnes sont alors sélectionnées et transférées sous la garde de la police allemande au camp de travaux forcés de Poddębice. Un autre groupe de 450 Juifs est envoyé au camp de Grabów.
Les Juifs n'ont de contact avec le reste de la ville que par le biais des groupes travaillant à l'extérieur du ghetto. La plupart des habitants du ghetto originaire de Łęczyca reçoivent un minimum de nourriture leur permettant juste de survivre, tandis que les personnes déplacées, qui n'ont pas le statut de résidents de Łęczyca n'ont même pas droit à ce minimum vital.  Les conditions de vie dans le ghetto sont désastreuses. La famine, le manque de chauffage, les coups reçus sans motif apparent de la part des Allemands provoquent des ravages dans la population; Des épidémies de typhus éclatent à plusieurs reprises.
En mars 1942, les Allemands accusent 10 Juifs d'avoir passé en contrebande de l'or du Reich allemand vers les territoires occupés. Les arrestations sont effectuées sur la base de fausses accusations. Tous les Juifs arrêtés sont transférés à la prison de Łódź où ils passent en jugement. Ils sont condamnés à être pendus, et la cour décide pour faire un exemple qu'ils seront pendus non pas à Łódź mais à Łęczyca, la ville où ils ont commis leur crime. La sentence sera exécutée le mardi 17 mars 1942 par les Juifs eux-mêmes. Les prisonniers sont ramenés à Łęczyca dans des voitures de la police, escortées d'un fort contingent de SS. Le 16 mars, les policiers juifs du Judenrat montent les dix gibets sur la place Adolf Hitler pour les dix condamnés. Lors du trajet de Łódź à Łęczyca, deux des prisonniers décèdent à la suite des tortures endurées, et seulement huit arrivent en vie.  Le responsable de la SS à Leczyca décide alors d'arrêter et de pendre deux autres Juifs. Les soldats reçoivent l'instruction de rechercher un homme, mais celui-ci n'étant pas présent chez lui, ils décident d'arrêter les deux hommes se trouvant par hasard chez la personne recherchée: Ishi Hirshberg, un réfugié de Włocławek et Yankev Shipgi. 

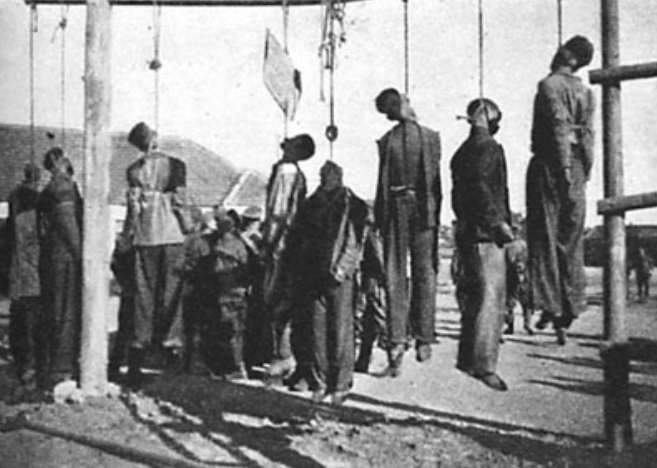
La pendaison des 10 accusés

Le matin du 17 mars, l'ensemble de la population juive est amenée place Adolf Hitler pour assister aux pendaisons. Près des potences, se trouvent les officiers de police juifs Grinboym, Moyikh Shlifkovitsch, Krishtol et d'autres qui vont être obligés de servir de bourreaux. Vers 10 heures du matin, les dix détenus sont amenés sur la place. La place est pleine de monde, car se trouvant hors des limites du ghetto, les Polonais ainsi que les Volksdeutsche (Allemands ethniques) ont la possibilité d'assister aux exécutions.
Un soldat lit la sentence, puis le responsable du Judenrat est contraint d'expliquer au public la raison de la sentence. La police juive passe alors la corde autour du cou de chaque prisonnier.
Un des condamnés, James Spiegel, s'évanouit alors. Comme la loi exige que le condamné soit conscient quand on le pend, les Allemands le font descendre et le raniment avant de lui remettre la corde au cou. Jakob Wyszegródski, lui, est pendu mais la corde se casse. S'adressant alors au chef des SS, il lui rappelle que la loi internationale interdit de le rependre. Malgré cela, il est pendu de nouveau.
En plus des membres de la Gestapo de Łódź et de Łęczyca, les responsables et organisateurs de ces pendaisons incluent le gouverneur du district de Łęczyca, Kollmeier, le bourgmestre de Łęczyca, Franz Jakobs, et un officier de police nommé Propp.
Le 10 et 11 avril 1942, le chef de la Gestapo, Werner Hermann, procède à la liquidation du ghetto. Les 1 750 Juifs survivants ont initialement transportés à Poddębice et de là, déportées vers le Camp d'extermination de Chełmno.

## Personnalités juives nées à Łęczyca
- Menachem Bornsztajn (1890-1960): légendaire gangster, actif dans le quartier Bałuty de Łódź, connu sous le nom de roi du règlement de comptes
- Yitzchak Yedidya Frankel (1913-1986): grand-rabbin de Tel Aviv de 1973 à 1986
- Shlomo Ephraim Luntschitz (1550-1619): rabbin de Prague, connu pour son commentaire de la Torah Keli Yakar
- Abraham Perlmutter (1843-1930): rabbin, viriliste du Conseil d'État du Royaume de Pologne, membre de la Diète de Pologne de 1919 à 1922.

## Évolution de la population juive
| Population juive à Łęczyca , |                       |                 |                      |
| Date                         | Population de Łęczyca | Nombre de Juifs | Pourcentage de Juifs |
| 1564                         | 1 219                 | 160             | 13,1 %               |
| 1632                         | 1 271                 | 384             | 30,2 %               |
| 1661                         | 176                   | 40              | 22,7 %               |
| 1777                         | 839                   | 386             | 45,5 %               |
| 1793                         | 1 029                 | 610             | 59,3 %               |
| 1808                         | 2 057                 | 999             | 48,6 %               |
| 1820                         | 2 939                 | 1 600           | 54,4 %               |
| 1827                         | 3 993                 | 1 797           | 45,0 %               |
| 1857                         | 5 488                 | 2 369           | 43,2 %               |
| 1868                         | 6 428                 | 3 397           | 52,8 %               |
| 1875                         | 6 895                 | 3 407           | 49,4 %               |
| 1897                         | 9 379                 | 3 444           | 41,1 %               |
| 1910                         | 9 471                 | 6 050           | 63,9 %               |
| 1921                         | 10 267                | 4 173           | 40,6 %               |
| 1931                         | 10 720                | 3 616           | 33,7 %               |
| 1938                         | ~ 12 000              | ~ 3 900         | 32,5 %               |
| 1947                         | 7 284                 | 3               | 0,04 %               |